# Алимахмадов, Некруз Давлатбекович
Некру́з Алимахма́дов Давлатбе́кович (тадж. Некруз Алимахмадов Давлатбекович; род. 10 августа 1995, Душанбе) — таджикский игрок в мини-футбол сборной Таджикистана.
Участник «Чемпионата Азии-2016», победитель «Кубка Таджикистана 2020».

## Биография

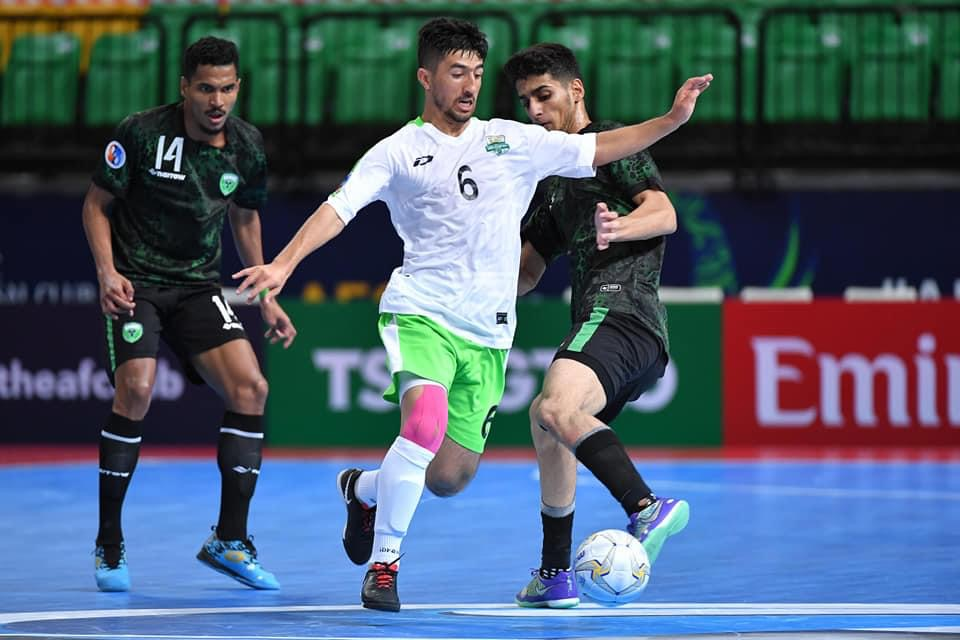
Некруз во время чемпионата

### Детство
Некруз родился 10 августа 1995 года в Душанбе, в обычной семье рабочих: мать работала учительницей — физики и математики. Некруз закончил среднюю школу 51, затем поступил в Физкультурный Университет. После окончания учёбы, он поступил в Технологический Университет, на программиста-экономиста.
Начал увлекаться профессиональным футболом, ещё с раннего детства, первый матч был в студенческие годы. Первый профессиональный матч был в 2013 году, тогда Некруз играл за Национальную сборную Таджикистана.
В 2016 году участвовал в матче чемпионата Азии по футзалу, в которой сборная Таджикистана сыграла — 4:5 в пользу команды Таиланда, которая проходила в Ташкенте. В 2020 году прошёл «Кубок Таджикистана 2020» по футзалу, в котором столичные футзалисты обыграли со счётом 8:4 кулябский «Равшан», в составе «Соро компании» хет-трик сделал Некруз.

## Карьера

### Достижения
- Второе место в Чемпионате Кыргызстана (2019)[23]
- Четырёхкратный чемпион Таджикистана[24]
- Трёхкратный обладатель кубка Таджикистана[25]

### Награды
- Трёхкратный обладатель супер-кубка Таджикистана[25]
- Лучший игрок кубка Таджикистана 2020[26]
- Лучший пивот Таджикистана 2020[27]
- Один из лучших бомбардиров сборной Таджикистана